# Вікінг (стадіон)
«Вікінг Стадіон» (норв. Viking Stadion) — футбольний стадіон у місті Ставангер, Норвегія, домашня арена ФК «Вікінг».
Стадіон побудований та відкритий 2004 року потужністю 15 000 глядачів. У 2006 році розширений до 16 600 місць. 2012 року потужність знижена до 16 300 глядачів. Рекорд відвідування встановлений 24 червня 2007 року під час матчу між «Вікінгом» та ФК «Бранном». Тоді за матчем спостерігало 16 600 глядачів.
Окрім футбольних матчів на стадіоні проводяться змагання з різних видів спорту та культурні заходи.